# الحصامي

تعديل مصدري - تعديل

الحصامي هي إحدى حارات حي الحوج العدني بمدينة إب اليمنية، بلغ تعداد سكانها 236 نسمة حسب تعداد اليمن لعام 2004.